# 가와카미 에도오존 지에
가와카미 에도오존 지에(일본어: 川上 エドオジョン 智慧, 1998년 4월 21일~)는 일본의 축구 선수이다.

## 구단 경력
그는 2017년 J2리그의 도쿠시마 보르티스에 입단했다. 2018년부터 2019년까지 J3리그의 카탈레 도야마와 SC 사가미하라에서 뛰었다. 2020년 도쿠시마 보르티스로 복귀했다. 2023년 J2리그의 더스파구사쓰 군마(더스파 군마)로 이적했다. 2024년까지 59경기에 출전하여, 5득점을 넣었다. 2025년 후지에다 MYFC로 이적했다.